# Elefanter glemmer aldrig
Elefanter glemmer aldrig (En: Elephants can remember) er en Agatha Christie-krimi fra 1972. Det var den sidste hun skrev med Hercule Poirot som detektiv. Dog blev tæppefald udgivet senere (1975), men manuskriptet hertil var udarbejdet i 1939 - 1940. Ariadne Oliver har en væsentlig rolle i plottet, idet hun foretager en række interviews af vidner til en targedie, som fandt sted 12 ¨år tidligere. Den unge Celia Ravencroft ønsker at få opklaret, om hendes mor dræbte faderen, eller omvendt. Det er imidlertid Poirot, der finder ud af, at der muligvis er tale om et dobbeltmord, begået af en tredje person. 

## Udgaver på dansk
- Carit Andersen; 1973.